# توماس ويليس

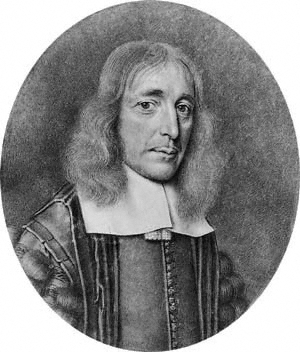
توماس ويليس.

توماس ويليس (27 يناير 1621 – 11 نوفمبر 1675) هو طبيب تشريح إنجليزي، لعب دورًا بارزًا في تاريخ طب الجهاز العصبي والطب النفسي. كما كان عضوًا مؤسسًا في الجمعية الملكية.

## حياته
وُلد ويليس في مزرعة والديه في غريت بدوين في ويلتشاير، حيث كان والده يشرف على المزرعة. كان نسيب بارونات ويليز في فن ديتون، كامبريدجشير. حاز على شهادة ماجستير في الأدب من كنيسة المسيح في أوكسفورد عام 1642. ناصر الملكية في سنوات الحرب الأهلية وطردته القوات البرلمانية من مزرعة أسرته في شمال هينكسي. كان ويليس أحد الأطباء الملكيين للملك تشارلز الأول في إنجلترا في ستينيات القرن السابع عشر.
حافظ على موقفه الموالي للكنيسة الإنجليزية. كان منزله مكان تجمع إنجيلي في الخمسينيات من القرن الماضي، حضره جون فيل وجون دولبن وريتشارد ألستري. طُرد والد جون فيل صموئيل من منصبه كعميد لكنيسة المسيح. تزوج ويليس في عام 1647 من ماري ابنة صمويل فيل. عمل روبرت هوك كمساعد لديه في الفترة بين عامي 1656 و1658، ربما كان هوك أحد أقرباء فيل لأن فيل كان يعرف والد هوك في جزيرة وايت.
تجمعت إحدى مجموعات أكسفورد للمهتمين بالعلوم حول ويليس في كنيسة السيد المسيح. كان في المجموعة هوك وناثانيل هودجز وجون لوك وريتشارد لور وهنري ستوب وجون وارد. تابع لوك الدراسة مع توماس سيدنهام، الذي أصبح المنافس الرئيسي لويليس، إذ امتلكا آراء سياسية وطبية مختلفة. وكان عضوًا في نادي أوكسفورد للباحثين مع رالف باثورست وروبرت بويل وويليم بيتي وجون ويلكنز وكريستوفر رن. كان ويليس على علاقة دراسية وثيقة مع سوزان هولدر أخت رن الماهرة في علاج الجروح.
عاش ويليس في شارع ميرتون في أكسفورد من عام 1657 إلى عام 1667. نشر في عامي 1656 و1659 عملين طبيين مهمين هما (التخمير) و(الحمّى) وأعقب ذلك نشره مجلد عام 1664 عن الدماغ، والذي كان سجلاً لعمل تجريبي تعاوني. كان أستاذ الفلسفة الطبيعية في جامعة أكسفورد منذ عام 1660 وحتى وفاته. وُضع على قائمة المرشحين ذوي الأولوية لعام 1660 في وقت تشكيل الجمعية الملكية في لندن، وأصبح عضوًا في عام 1661. أصبح هنري ستوب معارضًا للجمعية، واستخدم معرفته بأعمال ويليس السابقة قبل عام 1660 للرد على بعض مزاعم مؤيديها.
عمل ويليس في وقت لاحق كطبيب في وستمنستر في لندن، وقد بدأ ذلك العمل بعد أن عالج القسيس غيلبرت شيلدون في عام 1666. مارس مهنة الطب بشكل ناجح، إذ طبّق كل من فهمه للتشريح والعلاجات المعروفة في محاولة لدمجهما معًا، فقد جمع بين الطب الكيميائي والميكانيكي. ذكرت نوغا أريكا:
«جمع ويليس بين الخبرة التشريحية للطبيب وبين استخدام أدوات التفسير التي تجمع بين العلاج الحديث والتقليدي، وبين مذهب جالينوس وبيير جاسندي، وعلم النفس العلاجي وآلية العلاج».
كان من بين مرضاه عالمة الفلسفة آن كونواي، التي امتلكت علاقة حميمة مع ويليس، لكنه لم يستطع تخفيف آلام رأسها.
ذُكر ويليس في سيرة حياة جون أوبري. أصبحت عائلاتهما مرتبطة من خلال زواج ابن عم أوبري السير جون أوبري البارون السادس في لانتريثيد من مارثا كاثرين كارتر حفيدة أخ السير ويليام ويليس بارون فين ديتون السادس.

## نشاطه البحثي
كان ويليس رائدًا في أبحاث تشريح الدماغ والجهاز العصبي والعضلات. اكتشافه الأكثر شهرة هو دائرة ويليس (الدائرة الشريانية الدماغية)، وهي عبارة عن دائرة من الشرايين على قاعدة الدماغ.
إنّ تشريح ويليس للدماغ والأعصاب كما هو موصوف في كتابه عام 1664 دقيق ومتقن. صاغ في هذا العمل مصطلح طب الجهاز العصبي ولم يكن نتيجة جهوده الشخصية بشكل تام إذ اعترف بفضل السيد كريستوفر رن الذي قدم الرسومات بالإضافة إلى توماس ميلينجتون وزميله ريتشارد لوير. تزخر دراساته بالمعلومات الجديدة وتتباين تباينًا هائلاً مع الدراسات التي أجراها أسلافه.
نشر ويليس في عام 1667 كتابه الذي حمل عنوان (الأمراض في الدماغ والجهاز العصبي) وهو عمل مهم في مجال علم وظائف الأعضاء والفيزيولوجيا العصبية للدماغ. طرح فيه نظرية جديدة لسبب الصرع وغيره من أمراض التشنجات، وساهم في تطور الطب النفسي. نشر في عام 1672 أول عمل باللغة الإنجليزية في علم النفس الطبي (دراسة عن روح العنف، دراسة حيوية لمشاعر الإنسان). يمكن أن ينظر إلى ويليس كرائد مبكِر في إدراكه لقدرات العقل الفائقة في الطب النفسي العصبي الحالي وفلسفة العقل. لسوء الحظ لم تطور دراساته طرق علاجه للمرضى، ودعا في بعض الحالات لضرب المريض على رأسه بالعصي.
كان ويليس أول من رقّم الأعصاب القحفية بالترتيب المعتمد الآن من قبل علماء التشريح. وأشار إلى الخطوط المتوازية في الجسم الثفني. يبدو أنه أدرك التواصل بين السطح المعقد للدماغ والتجاويف الجانبية تحت قبو الدماغ. وقد وصف الجسم المخطط والمهاد البصري، والمربعات الدائرية الأربعة مع الجسر، والجسمين الحلميين وراء السويقة النخامية. لاحظ الترتيب الشائك للمادة البيضاء والرمادية في المخيخ وأعطى وصفاً جيدًا للشريان السباتي الأصلي الداخلي واتصاله مع فروع الشريان القاعدي.
حلّت أبحاث ويليس محل نيميسيوس. استنتج أنَّ البطينين يحتويان على السائل النخاعي. واكتشف ويليس أنَّ القشرة هي ركيزة الإدراك وادعى أنّ التلفيف الدماغي مرتبط بزيادة تعقيد الإدراك. نسب في مخططه الوظيفي أصل الحركات الطوعية إلى القشرة الدماغية بينما نسب الحركات اللاإرادية إلى المخيخ.
صاغ اسم داء السكري. الاسم القديم للحالة هو (مرض ويليس). ولاحظ ما كان معروفًا لعدة قرون في أماكن أخرى بمرض زيادة سكر البول في المرضى (البيلة السكرية). شكلت ملاحظاته على مرض السكري فصلًا في كتاب العقاقير لعام (1674). دُرست المزيد من الأبحاث من قبل جوهان كونراد برونر، الذي قابل ويليس في لندن.

## تأثيره
اكتسب عمل ويليس سمعته في فرنسا من خلال كتابات دانيال دنكان. طبق الفيلسوف ريتشارد كومبرلاند النتائج المتعلقة بتشريح الدماغ في نقاش ضد وجهة نظر توماس هوبز المتعلقة بأولوية المشاعر. توجد كتب ويليس في 5 مجلدات في مكتبة السير توماس براون. كان ابنه الطبيب إدوارد براون رئيسًا للكلية الملكية للأطباء منذ عام 1704 وحتى عام 1707، وامتلك أيضًا كتبًا لويليس.

## العائلة
أنجب ويليس مع زوجه ماري فيل خمس بنات وأربعة أبناء، نجا أربعة منهم فقط من مرحلة الطفولة المبكرة. تزوج الأرملة إليزابيث كالي بعد وفاة ماري في عام 1670، وهي ابنة ماثيو نيكولاس، لم ينجبا أطفال حتى عام 1672.

### كنيسة فيني ستراتفورد
كان براون ويليس (الذي جمع التحف القديمة) الابن الأكبر لتوماس وماري (1658-1699). أعاد براون ويليس بناء كنيسة القديس مارتن في موقع كنيسة شانتري القديمة في سانت مارغريت وسانت كاترين في فيني ستراتفورد بين عامي 1724 و1730. بنى الكنيسة كنصب تذكاري لجده ويليس الذي عاش في أبرشية سانت مارتن في الحقول في لندن والذي توفي في 11 نوفمبر/ تشرين الثاني عام 1675.

## وصلات خارجية
- توماس ويليس على موقع الموسوعة البريطانية (الإنجليزية)
- Encyclopædia Britannica
- Thomas Willis from The Galileo Project